# Pham Anh Tiếp
Pham Anh Tiếp (ur. 2002) – wietnamski zapaśnik walczący w stylu wolnym. Brązowy medalista mistrzostw Azji Południowo-Wschodniej w 2022 i 2023 roku.